# Liste der denkmalgeschützten Objekte in Arbing (Oberösterreich)
Die Liste der denkmalgeschützten Objekte in Arbing enthält die 4 denkmalgeschützten, unbeweglichen Objekte in Arbing (Oberösterreich).
Bei der Verfassung der Beschreibungen der einzelnen Objekte wurden im Wesentlichen die Informationen der Homepage von Arbing verwendet.

## Denkmäler
| Foto |                 | Denkmal                                                                    | Standort                              | Beschreibung | Metadaten |
| ---- | --------------- | -------------------------------------------------------------------------- | ------------------------------------- | --- | --- |
| ja   | Datei hochladen | Schloss Arbing HERIS-ID: 22066 Objekt-ID: 18394                            | Schlossberg 1 Standort KG: Arbing     | Die Besitzer der Burg auf dem Schlossberg in Arbing traten in der ersten Hälfte des 12. Jahrhunderts als Gefolgsleute der Herren von Perg auf. Der in der Familie häufig auftretende Taufname Wenzel bzw. Wetzel wurde schließlich zum Familiennamen. Im 15. Jahrhundert waren die Walchen im Besitz der Burg. Sie bauten die Burg um, errichteten 1483 die Kirche und einen Wehrturm im Burgbereich. | BDA-Hist.: Q2799804 Status: Bescheid Stand der BDA-Liste: 2025-06-30 Name: Schloss Arbing GstNr.: .56 Castle in Arbing                               |
| ja   | Datei hochladen | Kath. Pfarrkirche hl. Johannes der Täufer HERIS-ID: 22065 Objekt-ID: 18393 | Schlossberg 2 Standort KG: Arbing     | Frühgotischer, zweischiffiger Kirchenbau mit epochentypischen Netzrippen- und Sternrippengewölbe. Ein umfunktionierter, ursprünglicher Wehrturm des Schlosses Arbing dient als Kirchturm und Wahrzeichen der Gemeinde. | BDA-Hist.: Q1438612 Status: § 2a Stand der BDA-Liste: 2025-06-30 Name: Kath. Pfarrkirche hl. Johannes der Täufer GstNr.: .55 Parish church in Arbing |
| ja   | Datei hochladen | Wohnhaus, sog. Jägerhäusl HERIS-ID: 64527 Objekt-ID: 77260                 | Schlossberg 3 Standort KG: Arbing     | Das Jägerhäusl ist seit vielen Jahren in Privatbesitz und wird als Ausstellungs- und Lagerraum genutzt. Im Innern des Gebäudes sind Kreuzgewölbe erhalten geblieben. Das Gebäude ist auch auf dem Vischerstich der Burg Arbing erkennbar. | BDA-Hist.: Q38107344 Status: Bescheid Stand der BDA-Liste: 2025-06-30 Name: Wohnhaus, sog. Jägerhäusl GstNr.: .57                                    |
| ja   | Datei hochladen | Kalvarienberg/Kreuzweg, Heimkehrerkapelle HERIS-ID: 22070 Objekt-ID: 18398 | bei Schlossberg 1 Standort KG: Arbing | Der Kreuzweg führt vom Ort hinauf zur Pfarrkirche und zum Schloss auf der sogenannte Heimkehrerstiege. | BDA-Hist.: Q37866985 Status: § 2a Stand der BDA-Liste: 2025-06-30 Name: Kalvarienberg/Kreuzweg, Heimkehrerkapelle GstNr.: 1476                       |